# Getas Blawong
Getas Blawong is een bestuurslaag in het regentschap Kendal van de provincie Midden-Java, Indonesië. Getas Blawong telt 1725 inwoners (volkstelling 2010).